# Bruna Beber
Bruna Beber Franco Alexandrino de Lima, född 5 mars 1984 i Duque de Caxias,  är en brasiliansk poet, journalist och översättare. Hon debuterade 2006 och publicerar sig under namnet Bruna Beber.

## Biografi
Under 00-talet började Bruna Beber medverka i olika kulturtidskrifter och webbplatser med kulturella teman. I september 2006 publicerades hennes första diktsamling, A fila sem fim dos demônios descontentes ('Den oändliga strömmen av missnöjda demoner').
I september 2007 var Beber kurator för utställningen "Blooks – Letras na rede" ('Blooks – Text på nätet'), tillsammans med poeten Omar Salomão. I december 2008 mottog hon "Prêmio QUEM Acontece" som 2008 års litterära upptäckt. 2009 kom hennes andra diktsamling, Balés. 2013 publicerades hennes fjärde diktsamling med titeln Rua da ParadiA ('Gatubageriet'). Dikterna i boken markeras av en oväntad känsla av nostalgi. Hon har förklarat att hon i dikterna såg tillbaka på sin barndom och de 20 år som gått sedan hon först började skriva ner sina idéer och tankar.
Bruna Bebers dikter har översatts och tryckts i antologier i Tyskland, Argentina, Italien, Mexiko, USA och Portugal. I september 2014 besökte hon Sverige i samband med det brasilianska huvudtemat på bokmässan i Göteborg.
Beber föddes i Rio de Janeiro-regionen men är sedan 2007 bosatt i São Paulo, där hon även verkar/verkat som journalist, översättare och copywriter.

### Diktsamlingar
- A fila sem fim dos demônios descontentes (Ed. 7Letras, 2006)
- Balés (Ed. Língua Geral, 2009)
- Rapapés & apupos (Edições Moinhos de Vento, 2010; Ed. 7Letras, 2012)
- Rua da PadariA (Ed. Record, 2013)

### Bidrag i lyrikantologier
- Caos portátil: poesía contemporánea del Brasil (Ed. El Billar de Lucrecia, 2007), dikter
- Poesia do dia: poetas de hoje para leitores de agora (Ed. Ática, 2008), dikter
- Traçados diversos (Ed. Scipione, 2009), antologi med modern lyrik
- Otra línea de fuego (Ed. Selo Maremoto, 2009), spansk antologi med nutida brasiliansk lyrik
- BlablaBlogue (Editora Terracota, maj 2009), artiklar
- Pitanga (Lissabon/Portugal, oktober 2009), artiklar

## Källhänvisningar
Den här artikeln är helt eller delvis baserad på material från portugisiskspråkiga Wikipedia, 10 september 2014.
1. ↑  Guilherme, Bryan (6 juli 2013). ”Bruna Beber e o sucesso da poesia na internet” (på portugisiska). 20 september 2014. Arkiverad från originalet den 20 september 2014. https://archive.is/20140920202944/http://www.revistadacultura.com.br/resultado/13-07-06/Bruna_Beber_e_o_sucesso_da_poesia_na_internet.aspx. Läst 20 september 2014.
2. 1 2  "Poema inédito de Bruna Beber". Arkiverad 4 mars 2016 hämtat från the Wayback Machine. Saraivaconteudo.com.br. Läst 20 september 2014. (portugisiska)
3. ↑  Rosany Costa: "Bruna Beber". Arkiverad 3 mars 2016 hämtat från the Wayback Machine. Rosanycosta.com.br. Läst 20 september 2014. (portugisiska)
4. ↑  "2º Prêmio QUEM Acontece na categoria revelação literária de 2008". Arkiverad 20 november 2015 hämtat från the Wayback Machine. Globo.com, 2008-12-09. Läst 20 september 2014. (portugisiska)
5. ↑  Luciano Trigo (2013-07-14): "Em ‘Rua da Padaria’, Bruna Beber faz da poesia uma janela para o passado". Globo.com. Läst 20 september 2014. (portugisiska)
6. ↑  "Bruna Beber". Arkiverad 22 september 2014 hämtat från the Wayback Machine. Bokmassan.se, 2014-08-28. (engelska)
7. ↑  "ABOUT". Brunabeber.com. Läst 20 september 2014. (portugisiska)